# 잭슨 스튜어트
잭슨 스튜어트(Jackson Stewart)는 한나 몬타나의 등장인물이다. 마일리 스튜어트의 오빠이다. 리코의 가게에서 일한다.